# Minucii
Légende :
♦Patricien, ♦Plébéien, ♦Consulaire, ♦Sénatorial, ♦Équestre
Gens et Liste des gentes romaines
Les Minucii sont une gens romaine avec une branche patricienne et des branches plébéiennes, qui occupent des magistratures tout le long de la République, et ont pour cognomina principaux Augurinus pour les patriciens et Rufus pour les plébéiens.

## Sous la République

### Minucii patriciens
Il se pourrait que cette branche soit aussi plébéienne, bien que Lucius Minucius Esquilinus Augurinus soit plus que vraisemblablement un des cinq décemvirs patriciens du deuxième collège.
- Marcus Minucius, (v.-565 - ?);
  - Marcus Minucius Augurinus, (v.-540 - ap.-488), consul en 497 et 491 av. J.-C. ;
  - Publius Minucius Augurinus, (v.-535 - ap.-492), consul en 492 av. J.-C. ;
    - Lucius Minucius Esquilinus Augurinus, (v.-505 - ap.-439), consul en 458 av. J.-C. et décemvir en 450 et 449 av. J.-C. ;
    - Quintus Minucius Esquilinus Augurinus, (v.-500 - ap.-457), consul en 457 av. J.-C.;
- Minucia, vestale exécuter en -337 pour cause d'inceste.

### Minucii plébéiens

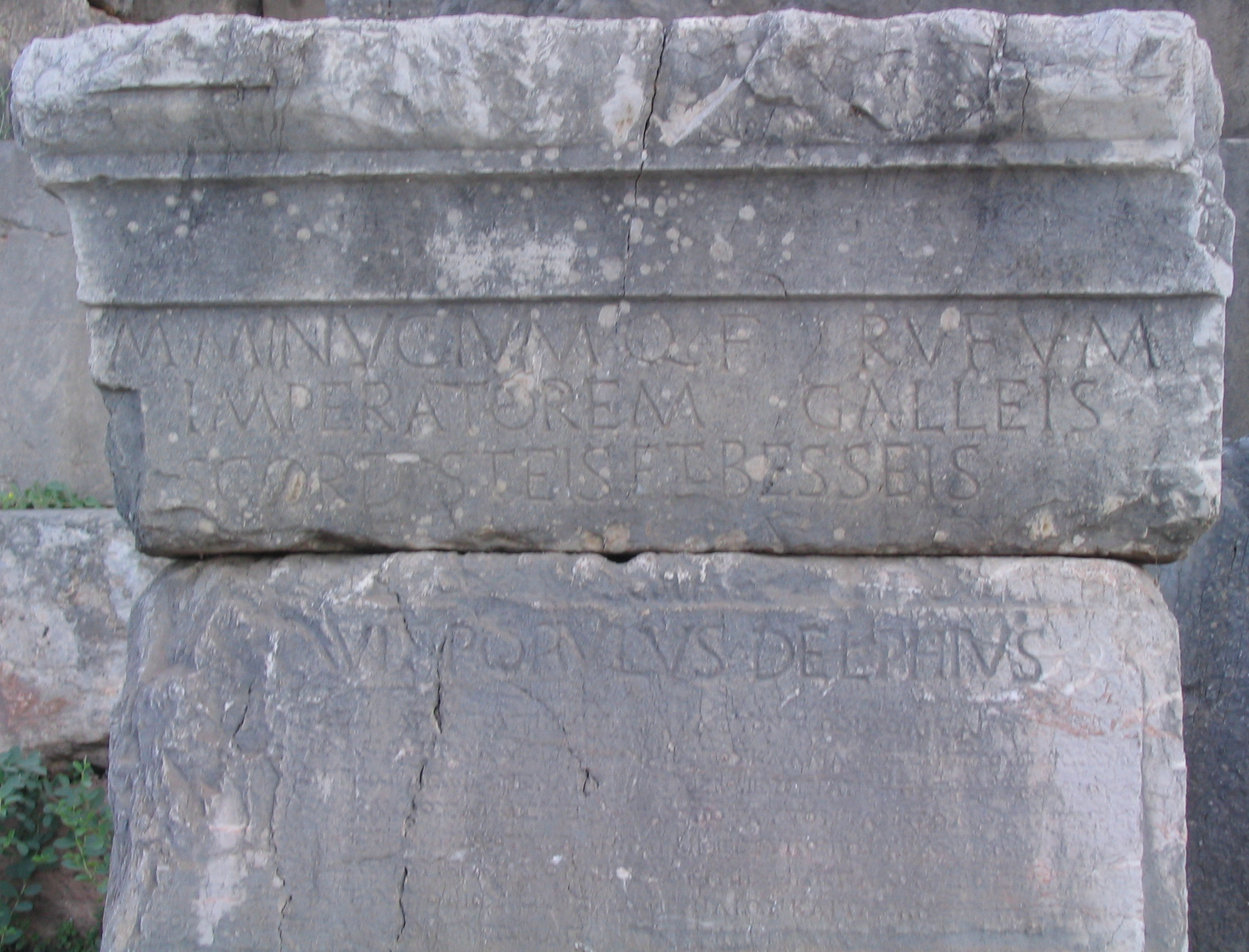
Inscription en l'honneur de Minucius Rufus, consul en -110, élevée à Delphes en raison de ses victoires sur les Barbares

- Marcus Minucius, tribun de la plèbe en 401 av. J.-C.
- Tiberius Minucius Augurinus, consul en 305 av. J.-C. ;
- Marcus Minucius Faesus, fils ou frère du précédent, Augure en -300, il est l'un des 5 premiers augure d'origine plébéienne.

#### Minucii Rufi
- Caius Minucius, (v.-320 - ?);
  - Caius Minucius, (v.-300 - ?);
    - Caius Minucius Rufus, (v.-270 - ?);
      - Quintus Minucius Rufus, (v.-240 - ap.-183), consul en 197 av. J.-C.;
        - ? (Quintus Minucius Rufus), (v.-210 - ?);
          - Quintus Minucius Rufus, (v.-180 - ?);
            - Marcus Minucius Rufus, (v.-153 - -106/0), consul en 110 av. J.-C. ;
            - Quintus Minucius Rufus, (v.-150 - ap.-107);

        - ? Titus Minucius Rufus, (v.-210/5 - ap.-171), légat en -171;

    - Marcus Minucius Rufus, (v.-265 - -216), consul en 221 av. J.-C. et maître de cavalerie en 217 av. J.-C.;
      - Marcus Minucius Rufus, (v.-240 - ap.-193), preteur peregrin en -197;

#### Minucii Thermi
- Lucius Minucius, (v.-290 - ?);
  - Quintus Minucius, (v.-260 - ?);
    - Aulus Minucius Thermus, (v.-235 - -188), consul en 193 av. J.-C.;
      - Lucius Minucius Thermus, (v.-205 - ap.-144), ambassadeur;
        - ? (Minucius Thermus), (v.-170 - ?);
          - Marcus Minucius Thermus, (v.-150 - ?);
            - Quintus Minucius Thermus, (v.-125 - ap.-86), légat propréteur en -86;
              - Quintus Minucius Thermus, (v.-100 - ap.-43), tribun de la plèbe en -62, partisans de Pompée, proscrit en -43;
                - Minucia Polla, (v.-70 - ?), épouse Aulus Allienus;

            - Marcus Minucius Thermus, (v.-120 - ap.-81), préteur en -81;

#### Minucii Basili
- Lucius Minucius, (v.-180 - ?);
  - Lucius Minucius (Basilus), (v.-155 - ap.-133), magistrat monétaire en -133;
    - Lucius Minucius Basilus, (v.-125 - -74), tribun militaire;
    - Marcus (Minucius) Basilus, (v.-120 - ap.-74), sénateur romain;
    - (Minucia), (v.-120 - ?), épouse de (Marcus) Satrius;
      - Lucius Minucius Basilus, (v.-85 - -43), fils adoptif de son oncle, légat de César, préteur en -45;

#### Autres
- Marcus Minucius, tribun de la plèbe en 216 av. J.-C.

## Sous l'Empire
- Caius Minucius Ticidianus Annius Faustus, tribun laticlave de la Legio II Adiutrix.
- Marcus Minucius Felix, (v. 180 - ap. v. 210);